# Лобаски (Атяшевський район)
Лоба́ски (рос. Лобаски, ерз. Ламбаське) — село у складі Атяшевського району Мордовії, Росія. Входить до складу Кіржеманського сільського поселення.
В радянські часи існувало два населених пункти — Лобаски та Кемля.

## Населення
Населення — 566 осіб (2010; 734 у 2002).
Національний склад (станом на 2002 рік):
- ерзяни — 97 %